# Otomops secundus
Otomops secundus es una especie de murciélago de la familia Molossidae.

## Distribución geográfica
Es endémica del este de la isla de Nueva Guinea (Papúa Nueva Guinea).